# Дерлеменко Анатолій Анатолійович
Анатолій Анатолійович Дерлеменко — український сценарист, редактор. Нагороджений медалями, значком «Отличник кинематографии СССР».
Народився 30 травня 1920 року у Києві.
Учасник німецько-радянської війни.
Закінчив Київський державний університет імені Тараса Шевченка. Працював журналістом (1943—1950), на Українській студії хронікально-документальних фільмів (старшим редактором кіножурналів «Молодь України», «Піонерія», «Радянський спорт»).
Автор і співавтор сценаріїв біля 30 документальних стрічок («Серце молодих», «Важливий почин», «В краплині світ», «Естафета вірності» тощо).
Був членом Спілок журналістів і кінематографістів України.
Помер 22 січня 1979 року у Києві.